# Pantera
Pantera je americká heavy metalová kapela, kterou v roce 1981 v Arlingtonu v Texasu založili bratři Abbottovi (kytarista Dimebag Darrell a bubeník Vinnie Paul). Současnou sestavu tvoří zpěvák Phil Anselmo, baskytarista Rex Brown a hostující hudebníci Zakk Wylde a Charlie Benante. Nejznámější sestava kapely zahrnovala bratry Abbottovy spolu s Brownem a Anselmem, kteří se připojili v roce 1982, resp. 1986. Kapele se připisuje zásluha za rozvoj a popularizaci subžánru groove metal v 90. letech. Pantera je považována za jednu z nejúspěšnějších a nejvlivnějších kapel v historii heavy metalu — prodala přibližně 20 milionů desek po celém světě a získala čtyři nominace na cenu Grammy.
Kapela začínala jako glam metalová a v polovině 80. let vydala tři alba se zpěvákem Terrym Glazem (Metal Magic, Projects in the Jungle a I Am the Night), která měla jen malý úspěch. V touze po novém, tvrdším zvuku Pantera v roce 1986 přijala Anselma a v roce 1988 vydala album Power Metal. O rok později podepsala smlouvu s velkým labelem Atco. Jejich páté album (Cowboys from Hell, 1990), které kapela dodatečně prohlásila za svůj oficiální debut, popularizovalo groove metal, zatímco jeho následovník Vulgar Display of Power (1992) přinesl ještě tvrdší sound a zvýšil popularitu kapely. Sedmé studiové album Far Beyond Driven (1994) debutovalo na prvním místě žebříčku Billboard 200.
Napětí mezi členy kapely se začalo projevovat, když Anselmo, trpící těžkými bolestmi zad z let intenzivního vystupování, začal být v roce 1995 odtažitý od spoluhráčů a v důsledku bolesti propadl heroinu (v červenci 1996 téměř zemřel na předávkování). Toto napětí vedlo k tomu, že nahrávání alba The Great Southern Trendkill (1996) probíhalo odděleně. Spory trvaly dalších sedm let, během nichž vzniklo ještě jedno studiové album, Reinventing the Steel (2000). Pantera se v roce 2001 odmlčela a vleklé neshody vedly v roce 2003 k rozpadu kapely. Bratři Abbottovi založili skupinu Damageplan, zatímco Anselmo se věnoval několika vedlejším projektům, včetně kapely Down, ke které se připojil i Rex Brown.
8. prosince 2004 byl Dimebag Darrell během koncertu Damageplan v Columbusu v Ohiu zastřelen duševně nevyrovnaným fanouškem přímo na pódiu. Vinnie Paul po smrti svého bratra založil kapelu Hellyeah a zemřel na srdeční selhání v roce 2018, čímž po něm a Darrellovi zůstali jako jediní žijící členové nejznámější sestavy Pantery Brown a Anselmo. V červenci 2022 bylo oznámeno, že Brown a Anselmo se v roce 2023 znovu spojí na první turné Pantery po 22 letech, přičemž Zakk Wylde a Charlie Benante zastoupí bratry Abbottovy na kytaru a bicí. Nová sestava odehrála svůj první koncert po 21 letech na festivalu Hell and Heaven v Mexiku 2. prosince 2022, a turné má pokračovat až do roku 2026.

## Historie

### Vznik a Glamová éra (1981–1986)
Pantera vznikla roku 1981 v Texaském Arlingtonu bratry Abbottovými, kytaristou Darrellem a bubeníkem Vinniem, oba je k hudbě vedle jej otec, countryový hudebník Jerry Abbott. Skupina měnila v počátcích různě své názvy nejprve Gemini, pak Eternity a poté přijali název Pantera. Bratry Abbottovy v té době doplnili Terry Glaze (Rytmická kytara),  Donny Hart (Zpěv) a Tommy Bradford (Baskytara, veden ale pouze jako dočasný člen nikoliv plnohodnotný). V roce 1982 Hart skupinu opustil a zpěvákem se stal kytarista Glaze, který záhy odložil kytaru – nyní zde hrál na kytaru pouze Darrell. Téhož roku odešel i basista Bradford a na jeho místo nastoupil Rex Brown (tehdy známý jako Rex Rocker). Skupina v této době hrála Glam metal, ostatně bratři Abbottovy byli velmi ovlivněni hudbou skupiny Kiss.
Pantera se stala oblíbenou skupinou undergroundu, ačkoli její turné v této éře nikdy nepřesáhlo hranice Texasu, Oklahomy a Louisiany. Kapela začala předskakovat jiným heavy metalovým/glam metalovým skupinám, jako byly Stryper, Dokken a Quiet Riot. Pantera vydala své první studiové album Metal Magic v roce 1983. Album Metal Magic vyšlo na stejnojmenném labelu skupiny a produkoval ho otec bratrů Abbottových, Jerry Abbott, ve studiu Pantego Studios.
Roku 1984 vydala Pantera své druhé studiové album Projects in the Jungle. Ačkoli se stále jednalo o glam metalové album, skladby byly výrazně méně melodické než u předchůdce. Další změnou bylo jméno Terryho Glaze, který byl od nynějška uváděn jako "Terrence Lee". Skupina také vydala první videoklip – "All Over Tonight". Album Projects in the Jungle vyšlo opět na vlastním labelu s produkcí Jerryho Abbotta.
V roce 1985 vydala Pantera své třetí studiové album s názvem I Am the Night. Stejně jako v případě alba Projects in the Jungle se i na tomto albu zvuk Pantery stal více heavy metalovým (i když stále vycházel z glam metalu) a kapely si díky tomu více všímal heavy metalový tisk. Kvůli špatné distribuci se ukázalo, že I Am the Night je pro mnoho fanoušků drahé album. Bylo prodáno přibližně 25 000 kopií alba. Skladba "Hot and Heavy" se stala druhým videoklip skupiny.
V letech 1986 a 1987 vyšlo několik přelomových thrashmetalových alb, která ovlivnila vývoj hudebního stylu skupiny. Mezi nejvýznamnější z nich patřila alba Master of Puppets od Metallicy, Reign in Blood od Slayeru, Among the Living od Anthrax a Peace Sells... but Who's Buying? od Megadeth. 
Glamový přístup frontmena Terryho Glaze ale nezapadal do rozvíjejícího se stylu kapely, a tak se jeho cesty s ostatními členy rozešly, čímž začalo hledání jeho náhrady. Pantera nejprve vyzkoušela Matta L'Amoura, dvojníka Davida Coverdalea. Ten v zimě 1986 odzpíval s Panterou několik koncertů v Los Angeles, ale bylo poněkud zřejmé, že L'Amour nedokáže vyzpívat vysoké tóny, kterých byl Glaze schopen. 
Spolu s jeho nedostatečnou pódiovou prezentací to znamenalo, že Pantera mohla hrát pouze coververze, což vedlo k L'Amourovu odchodu.  Pantera příště vyzkoušela rodáka z El Pasa Ricka Mythiasina, který později zpíval ve skupinách Steel Prophet a Agent Steel. Bez skupinou a Mythiasinem ale byly rozdíly –  Mythiasin se nedokázal přizpůsobit jižanské kultuře ostatních členů – jeho působení tak skončilo ještě rychleji než v případě L'Amoura.  
Bývalý spolužák bratrů Abbottových, David Peacock ze skupiny Forced Entry (která byla předkapelou například pro Warlock), se ke kapele připojil jako zpěvák na jaře 1986, ale přestože Pantera během léta s Peacockem udělala většinu práce na svém čtvrtém albu, Rex a Abbottovi shledali, že Peacockův hlas se nehodí k hudebnímu směru, který si Pantera přála. Koncem roku 1986 se Pantera dokonce vrátila k původnímu frontmanovi Donnymu Hartovi, ale Hart sám věděl, že není tím pravým, koho Pantera hledá, a Jerry Abbott coby manažer ho vyhodil.

### Příchod Phila Anselma, změna stylu a Power Metal (1986–1989)
Nakonec ale skupina našla koho hledala – k Panteře se připojuje Phil Anselmo. Koncem roku 1986 byl pozván na konkurz tehdy osmnáctiletý Anselmo a byl okamžitě přijat. Anselmo předtím působil jako zpěvák skupin Samhain (nezaměňovat se stejnojmennou kapelou Glenna Danziga) a Razor White.  Rodák z New Orleans měl hlas v té době orientovaný na Roba Halforda z Judas Priest a miloval Thrash metal. Když se Anselmo připojil ke kapele, nosil s sebou své mixtapes a pouštěl ostatním členům kapely formace jako Exhorder, Slayer a Rigor Mortis.
V roce 1988, vydala Pantera své čtvrté studiové album s názvem Power Metal, jedná se o první album s Anselmem za mikrofonem. Power Metal, stejně jako předchozí tři alba Pantery, vyšlo u Metal Magic Records, ale ukázal výraznou změnu zvuku.  V té době zdaleka nejtvrdší album skupiny, Power Metal, se jen málo podobalo stejnojmennému žánru, ale bylo směsicí glam metalu a thrash metalu 80. let, někdy se oba styly prolínaly v jedné skladbě.  Nový zvukový přístup kapely doplňoval Anselmův tvrdší vokál v porovnání s vokály Terryho Glaze. V závěrečné skladby "P*S*T 88" se pak vokálu ujmul kytarista Darrell. Ve skladbě "Proud to Be Loud" je spoluautorem a hostem kytarista Marc Ferrari ze skupiny Keel.
Krátce po vydání Power Metalu sháněla skupina Megadeth kytaristu a zavolali "Diamond Darrellovi" – jak si tehdy Darrell říkal, zdali by se připojil ke skupině. Darrell trval na tom, aby se do kapely dostal i jeho bratr, spoluhráč Vinnie Paul. Megadeth však již najali jako nového bubeníka Nicka Menzu, Darrell tak nabídku odmítl a Dave Mustaine angažoval Martyho Friedmana.
V této době se skupina rozhodla vážně přehodnotit svou glam metalovou image a zvuk.  S odkazem na spandexový vzhled kapely Vinnie Paul na jedné zkoušce kapely poznamenal: "Tyhle kouzelný hadry nehrajou hudbu, to my. Pojďme prostě ven a buďme pohodlní, džíny, tričko, cokoli, a uvidíme, kam to povede." Členové kapely později přestali uznávat své nezávislé nahrávky, včetně Power Metalu, protože si vytvarovali novou, tvrdší image, která měla doprovázet jejich pozdější groove metalový zvuk. Jejich čtyři nezávislá alba nejsou uvedena na oficiálních webových stránkách kapely, Vinnie Paul o nich mluvil jako o "Sběratelských albech".

### Cowboys From Hell a komerční úspěch (1989–1992)
Bratři Abbottové se znovu zaměřili na Panteru a v roce 1989 se jim dostalo první šance na komerční úspěch. V tomto roce také kapela navázala spolupráci s Walterem O'Brienem ze společnosti Concrete Management (manažerská odnož Concrete Marketing), který zůstal jejich manažerem až do rozpadu v roce 2003.
Poté, co byli "28krát odmítnuti všemi velkými vydavatelstvími na světě", byli zástupci Atco Records Mark Ross a Stevenson Eugenio požádáni svým šéfem Derekem Shulmanem, který měl zájem podepsat smlouvu s Panterou, aby se podívali na vystoupení kapely v Texasu. Na Rosse udělalo vystoupení kapely takový dojem, že ještě toho večera zavolal svému šéfovi a navrhl mu, aby s kapelou podepsal smlouvu. Atco Records souhlasilo a v závěru roku 1989 kapela nahrála svůj debut u major labelu v Pantego Studios a najala si k produkci Terryho Datea, zejména kvůli jeho práci se skupinami Soundgarden, Metal Church a Overkill, jejichž tehdy poslední album The Years of Decay bylo jedním z inspiračních zdrojů přechodu Pantery od glam/tradičního heavy metalu k thrash/groove metalu.
24. července 1990 vydala Pantera své páté studiové album s názvem Cowboys from Hell. Pantera na něm předvedla extrémnější styl a opustila vlivy glam metalu ve prospěch thrash metalu ve středním tempu, který kapela nazvala jako "power groove" (groove metal). Ačkoli Anselmo stále používal některé vokály ovlivněné Robem Halfordem, osvojil si také drsnější projev. Darrellova složitější kytarová sóla a riffy spolu s rychlejšími bicími jeho bratra byly důkazem extrémní proměny kapely. Album znamenalo kritický bod v historii kapely. Mnozí fanoušci i samotná kapela začali označovat Cowboys from Hell za "oficiální" debut Pantery. Cowboys from Hell obsahovalo skladby jako  "Cemetery Gates", zádumčivou sedmiminutovou skladbu, která se zaměřuje na smrt a náboženství, a drtivou titulní skladbu, která dala členům kapely jejich přezdívku a potvrdila jejich dravou osobnost a styl.
Album se tak stalo po devíti letech od založení prvním skutečným komerčním úspěchem. Od té doby se Pantera stala jednou z nejproslulejších heavymetalových skupin 90. let. Navzdory celkově chladnému přijetí jejich prvních čtyřech alb museli kritici poté jejich styl chválit; Jason Birchmeier z Allmusic Panteru považuje za „pravděpodobně největší metalovou skupinu 90. let … jednu z největších a nejvlivnějších metalových skupin vůbec.“ Panteře se dostalo uznání dosažením 45. pozice v žebříčku 100 Greatest Artists of Hard Rock od televize VH1 a páté v žebříčku „Top 10 Greatest Heavy Metal Bands of All-Time“ od televize MTV.
Neworleanská skupina Exhorder naznačila, že Pantera okopírovala jejich zvuk při přechodu od glam metalu ke groove metalu. Album Cowboys from Hell, vyšlo těsně před debutem Exhorderu, Slaughter in the Vatican. Exhorder si však koncem osmdesátých let (přibližně v době, kdy Pantera ještě hrála glam metal) sami vydali dva demosnímky. 
Recenze na AllMusic zaznamenala některé "nápadné podobnosti" mezi oběma kapelami, obě kladly důraz na písně ve středním tempu a "chraplavé, ale velmi výrazné" zpěváky – podobnosti, které podnítily debatu o tom, zdali jedna kapela napodobila tu druhou. V nesouhlasu s názorem, že Exhorder jsou "Pantera minus dobré písně", se v recenzi Slaughter in the Vatican na AllMusic vyjadřuje, že "možná přesnějším pojmenováním by bylo nazvat je Panterou bez podpory velkého labelu". Při vysvětlování mnohem méně úspěšné kariéry Exhorderu AllMusic také poukazuje na skutečnost, že název jejich debutu spolu s nehorázně provokativním obalem alba "rozhodně desce nepomohl".
Někteří kritici však zpochybňují jakoukoli představu, že Pantera napodobila zvuk Exhorder. Brian Davis, přispěvatel internetového rádia KNAC, se k této otázce vyjadřuje následovně:
Hlavním "nárokem na slávu" Exhorder je rozšířený názor, že jsou kapelou, které Pantera ukradla zvuk. To je naprostý nesmysl. Jsou tu drobné podobnosti ve stylu hry na kytaru a občas zpěvák Kyle Thomas vypustí z úst větu nebo výkřik, který připomene Panteru, ale tvrdit že Pantera je klonem Exhorderu, je směšné.
Ačkoli původně deklasoval Panteru jako vykrádačku svého zvuku, zpěvák Exhorder Kyle Thomas prohlásil, že ho žádná kritika nezajímá a že je mu špatně z toho, že je jméno Exhorder spojováno se jménem Pantery. Prohlásil také, že on a členové Pantery byli velcí přátelé, kteří spolu jezdili na turné, a že truchlí nad ztrátou Dimebaga Darrella. Kytarista Marzi Montazeri, který s Anselmem pracoval na jednom z jeho sólových projektů, však řekl, že Anselmo "vykradl" Thomasův styl zpěvu, "'protože tehdy, když se poprvé připojil k Panterě, dělal po vzoru Roba Halforda. A když přišli Cowboys, tak moc chtěl být v Exhorderu, že řekl: 'Budeme znít jako tihle kluci'. Vzal to zjednodušil to a stali se největší kapelou na světě. Ale ten vzorec byl takový."

### Vulgar Display of Power a Far Beyond Driven (1992–1996)

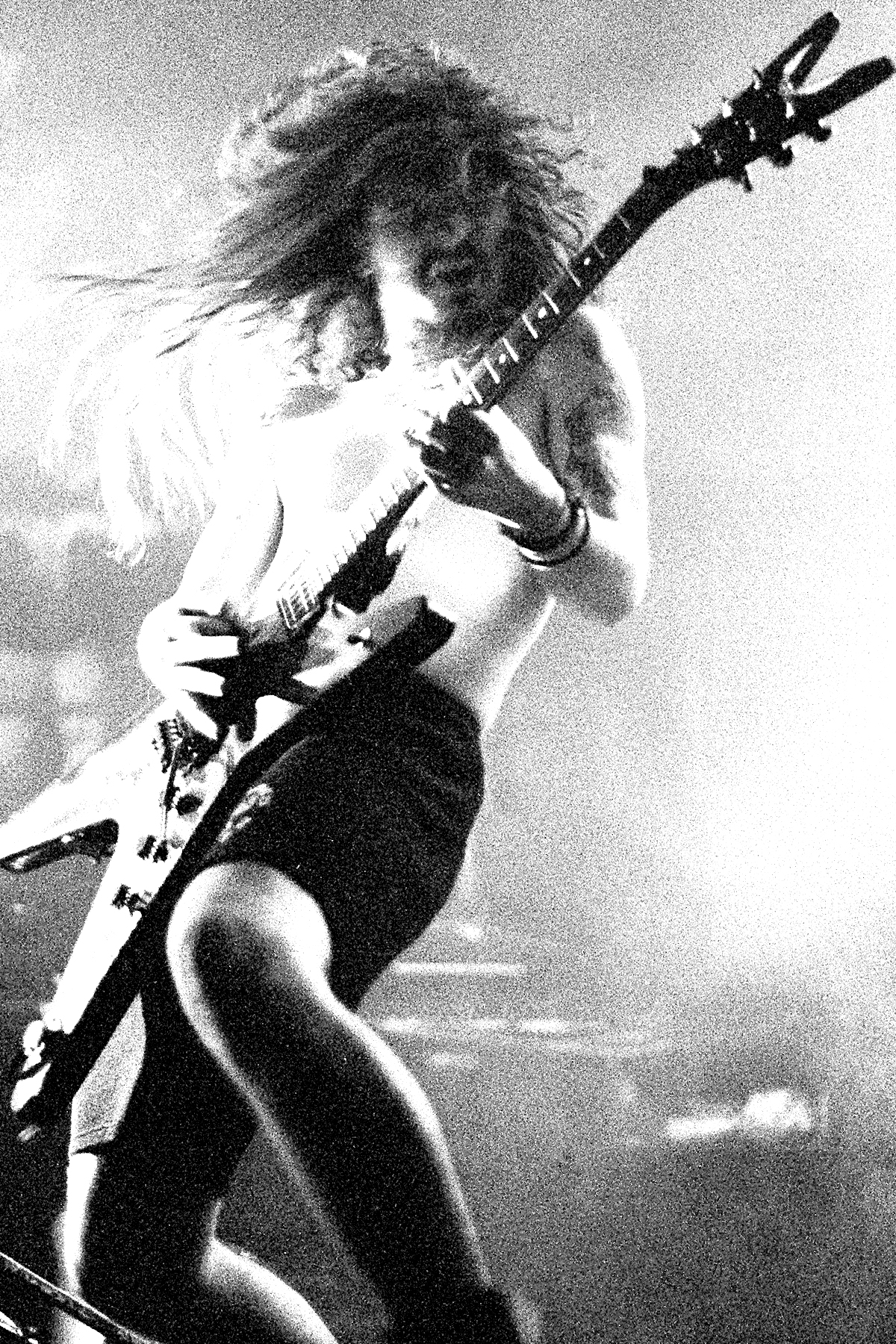
Dimebag Darrell v roce 1992

Jedinečný "groove" styl skupiny Pantera se naplnil, když 25. února 1992 vydala své šesté studiové album s názvem Vulgar Display of Power. Na tomto albu byly falzetové vokály nahrazeny křikem ovlivněným hardcorem a těžším zvukem kytar, což pevně upevnilo popularitu kapely mezi mainstreamovými i undergroundovými fanoušky.
Dva singly z tohoto alba se staly dvěma nejvýznamnějšími baladami skupiny: "This Love", podmanivá skladba o chtíči a zneužívání, a "Hollow", která trochu připomíná "Cemetery Gates" z předchozího alba. Kapela hrála píseň "Domination" (z alba Cowboys from Hell), která vedla do závěru "Hollow" (což jsou zhruba poslední 2:30 albové verze), a tvořila tak medley označované jako "Dom/Hollow", jak je možno slyšet na živém albu kapely z roku 1997.
Singly z alba "Vulgar Display of Power" se také dočkaly významného vysílání v rádiích, stejně jako doprovodné videoklipy na MTV. Skladba "Walk" se stala jednou z nejpopulárnějších písní skupiny a objevila se v britském žebříčku UK Singles Chart, kde se umístila na 35. místě. Samotné album se v americké hitparádě umístilo na 44. místě. Pantera se opět vydala na turné, v červenci 1992 poprvé navštívila Japonsko a později vystoupila na festivalu "Monsters of Rock", jehož hlavními hvězdami byli společně s Iron Maiden a Black Sabbath v Itálii. V této době Darrell Abbott přestal užívat přezdívku "Diamond Darrell" a přijal novou "Dimebag Darrell". Rex Brown rovněž opustil pseudonym "Rex Rocker".
Téhož roku skupina nahrává skladbu "Light Comes Out of Black" po boku Roba Halforda který nachází v Panteře zalíbení a to natolik velké že se tato spolupráce Darrella/Rexe/Vinnieho s Halfordem stává předzvěstí Halfordovy nové kapely Fight. Darrell s Philem také zkouší během turné na hotelu různé skladby s basistou White Zombie Sean Yseult. Phil spoluzakládá skupinu Down a později také Superjoint. Skupina je často k vidění se svými přáteli z nejrůznějších skupin – Alice In Chains (zejména Jerry Cantrell), Anthrax, White Zombie, Type O Negative či členy Corrosion of Conformity nebo Crowbar, jejichž frontmen a Anselmův spoluhráč z Down Kirk Windstein se poté v kostýmu Hulka objevuje také v domácím videu Pantery.
22. března 1994 vydává Pantera své sedmé studiové album s názvem Far Beyond Driven, které debutovalo na 1. místě americké i australské hitparády. První singl z alba, "I'm Broken", vynesl kapele v roce 1995 první nominaci na cenu Grammy v kategorii "Nejlepší metalový výkon". "Planet Caravan", coververze skladby od Black Sabbath, která se objevila na albu Far Beyond Driven, byla prvním singlem kapely v americkém žebříčku, když se umístila na 21. místě v Mainstream Rock Chart. Na albu Pantera pokračovala ve svém groove metalovém přístupu, přičemž se hudebním stylem vydala ještě extrémnějším směrem. Původní obal alba (vrták probodávající řitní otvor) byl zakázán, a tak bylo album znovu vydáno se známou lebkou probodnutou vrtákem. Byla vydána limitovaná edice s obalem slip-cover. V Austrálii a na Novém Zélandu byl také vydán krabicový set nazvaný Driven Down Under Tour '94 Souvenir Collection, který vycházel u příležitosti tamějšího turné. Obsahoval album Far Beyond Driven (s původním zakázaným obalem) s bonusovou 13. skladbou "The Badge" (coververze Poison Idea), 5skladbové e.p. aLIVE and hostile a japonské sběratelskou záležitost Walk EP, vše prezentované ve speciální kartonové krabici s osmistránkovou barevnou biografií.
Pantera začala opět koncertovat, a po jihoamerickém turné byla znovu přijata do dalšího ročníku soutěže "Monsters of Rock". Koncem června byl Anselmo obviněn z napadení ochranky poté, co zabránil fanouškům dostat se na pódium. Anselmo byl následujícího dne propuštěn na kauci 5 000 dolarů. Soudní proces byl třikrát odložen. V květnu 1995 se u soudu omluvil a přiznal se k pokusu o napadení a bylo mu nařízeno absolvovat 100 hodin veřejně prospěšných prací. Po zbytek roku 1994 Pantera pokračovala v turné po Velké Británii a nakonec ho ukončila ve Spojených státech, kde kapele dělali předskokany kolegové z crossover thrash/groove metalové skupiny Prong. V této době také začíná Dimebag pracovat jako studiový kytarista Anthrax.

### The Great Southern Trendkill, Official Live: 101 Proof a počátek úpadku (1996–1999)
Podle bratrů Abbottových se Anselmo začal chovat podivně a od kapely se distancoval, když se v roce 1995 vrátila na turné. Zbytek členů kapely si nejprve myslel, že Anselma dostalo vnímání slávy Pantery, ale Anselmo jako důvod svého nevyzpytatelného chování uvedl bolesti zad po letech intenzivního vystupování. Anselmo se snažil zmírnit své bolesti alkoholem, ale to, jak přiznal, ovlivňovalo jeho výkony a "vnášelo do kapely určité starosti." Lékaři předpověděli, že operací by se Anselmovy problémy se zády mohly odstranit, ale že doba rekonvalescence by mohla zabrat mnohem více času než dříve. Anselmo nechtěl strávit tolik času mimo kapelu, odmítl a začal užívat heroin jako lék proti bolesti.
V této době se Anselmovy výroky na pódiu staly notoricky známými. Poté, co na koncertě v Montrealu prohlásil, že "rapová hudba obhajuje zabíjení bělochů", byl Anselmo obviněn z rasismu, později se však omluvil a uvedl, že byl opilý a že jeho výroky byly omylem. V roce 1995 vzrostla také očekávání superskupiny Down, jednoho z mnoha Anselmových vedlejších projektů. Jejich debut NOLA z roku 1995 byl úspěšný, ale krátce poté se členové skupiny vrátili ke svým kapelám a Down tak několik let nefungovali.
Osmé studiové album Pantery, The Great Southern Trendkill, vyšlo 7. května 1996 a je často považováno za "přehlížené" album.Anselmo pro něj nahrál vokály ve studiu frontmana Nine Inch Nails Trenta Reznora v New Orleans, zatímco zbytek kapely nahrával v Dallasu, což svědčí o pokračujícím odstupu mezi Anselmem a zbytkem kapely. Oproti předchozím počinům kapely byl kladen větší důraz na vokální overdubbing v poněkud "démonickém" stylu. Zneužívání drog je na The Great Southern Trendkill opakovaným tématem, což dokládají skladby jako "Suicide Note Pt. I", "Suicide Note Pt. II", "10's" a "Living Through Me (Hell's Wrath)". "Drag the Waters" se stala jediným videoklipem alba. Další singl z alba, "Floods", dosáhl uznání především díky Darrellovu komplexnímu kytarovému sólu (které vzniklo již v 80. letech když jej Dimebag věnoval své přítelkyni Ritě Haney) v této písni, které se umístilo na 15. místě v žebříčku časopisu Guitar World "100 Greatest Guitar Solos" všech dob.
13. července 1996, během turné s kapelami Eyehategod a White Zombie, se Anselmo hodinu po koncertě v Texasu předávkoval heroinem. Následně mu téměř na pět minut přestalo bít srdce, mu záchranáři píchli adrenalin (nebo možná Narcan) a poslali ho do nemocnice. Poté, co se v nemocnici probral, sestra pracující na jeho pokoji řekla: "Vítejte zpátky v životě, jo a předávkoval jste se heroinem." 
Následující večer se Anselmo svým spoluhráčům omluvil a prohlásil, že s užíváním drog přestane. Podle Rity Haneyové bylo odhalení užívání heroinu šokem pro Vinnieho a Darrella, kteří byli z Anselmova jednání v rozpacích. Anselmo uvedl, že poté dvakrát propadl recidivě a přemohly ho výčitky svědomí.
Roku 1997 vydala Pantera své první živé album Official Live: 101 Proof, a to 29. července , které obsahovalo čtrnáct živých skladeb a dvě nové studiové nahrávky: "Where You Come From" a "I Can't Hide". Dva týdny před vydáním živého alba získala skupina své první platinové album, a to za album Cowboys from Hell. Jen o čtyři měsíce později získala platinu i alba Vulgar Display of Power a Far Beyond Driven.  Kapela také získala druhou a třetí nominaci na Grammy v kategorii "Nejlepší metalový výkon" za skladby "Suicide Note (Pt. I)" z alba The Great Southern Trendkill a "Cemetery Gates" z alba Cowboys From Hell v roce 1997, resp. 1998. 
V roce 1997 Pantera vystoupila na hlavní stage Ozzfestu po boku Ozzyho Osbourna, Black Sabbath, Marilyna Mansona, Type O Negative, Fear Factory, Machine Head a Powerman 5000. Kapela hrála i v roce 1998 na britském turné Ozzfestu, kde Panteru a Ozzyho obě skupiny doplnili Foo Fighters, Slayer, Soulfly, Fear Factory a Therapy?, Clutch a Neurosis. Během roku 1998 Rex nahrává basu na sólové desce přítele Pantery Jerryho Cantrella Boggy Depot.
Přibližně v této době se Anselmo pustil do dalších vedlejších projektů, například hrál na kytary na albu Holocausto de la Morte skupiny Necrophagia z roku 1999, kde vystupoval pod pseudonymem "Anton Crowley", který kombinuje jména zakladatele Církve Satanovy Antona LaVeye a okultisty Aleistera Crowleyho. Také připojil k blackmetalové superskupině Eibon (členové Fenriz, Satyr, Killjoy a právě Anselmo) a nahráli dvě skladby. Dalším z Anselmových projektů v roli "Antona Crowleyho" byla blackmetalová skupina Viking Crown. 
Bratři Abbottové a Rex Brown začali pracovat ve stejné době na vlastním countrymetalovém projektu Rebel Meets Rebel s Davidem Allanem Coem za mikrofonem, jednalo se tak o spojení Pantera (respektive Cowboys From Hell=CFH)+Coe.
Kapela napsala pro tým NHL Dallas Stars v roce 1999 píseň "Puck Off", která se v posledních letech používá jako gólová píseň Stars v American Airlines Center. V průběhu sezóny se členové týmu spřátelili se členy skupiny Pantera. Během oslavy Stanley Cupu, kterou pořádal Vinnie Paul, došlo k poškození poháru, když se Guy Carbonneau pokusil hodit pohár z balkonu domu Vinnieho Paula do jeho bazénu. Pohár dopadl nakrátko na betonovou palubu a musel být opraven stříbrníky pověřenými NHL. Později téhož roku vznikla coververze písně Teda Nugenta "Cat Scratch Fever" a byla zařazena na soundtrack k filmu Detroit Rock City. Skladba se stala druhou nahrávkou skupiny v žebříčku Mainstream Rock Chart, kde se umístila na 40. místě. Část této skladby ale již léta Dimebag využíval během živých vystoupení ve skladbě Cowboys form Hell.
Rex Brown se v této době stal členem Anselmovy superskupiny Down, když nahradil Todda Strange.

### Reinventing the Steel a rozpad (1999–2003)
Pantera se v druhé půlce roku 1999 vrátila do studia i s Anselmem a 21. března 2000 vydala své deváté (podle samotné kapely páté) a poslední studiové album Reinventing the Steel. Album debutovalo na 4. místě v žebříčku Billboard 200 a obsahovalo dva singly: "Revolution Is My Name" a "Goddamn Electric", z nichž druhá jmenovaná obsahovala outro sólo Kerryho Kinga ze Slayer, které bylo nahráno v zákulisí během Ozzfestu v Dallasu. "Revolution Is My Name" se stal čtvrtou nominací kapely na cenu Grammy 2001 za nejlepší metalový výkon a v USA se umístil na 28. místě v žebříčku Mainstream Rock Chart. V roce 2000 hrála Pantera na opět hlavní stagi Ozzfestu po boku Ozzyho Osbournea, Godsmack, Static-X, Methods of Mayhem, Incubus, P.O.D., Black Label Society, Queens of the Stone Age a Apartment 26. 
V roce 2000 se Pantera představila také poprvé v České republice – na Ozzfestu v Praze. V listopadu byla kapela nucena zrušit plánované turné, protože si Anselmo po pádu během osmého ročníku akce House of Shock zlomil žebra.
Anselmo se následně zapojil do mnoha svých vedlejších projektů. V březnu 2002 vydala skupina Down své druhé studiové album Down II: A Bustle in Your Hedgerow.. Brown zůstal baskytaristou Down na plný úvazek až do roku 2011, přičemž se objevil i na jejich následujícím albu z roku 2007. V květnu téhož roku také Anselmova skupina Superjoint Ritual vydala své debutové album Use Once and Destroy. 
Vinnie Paul tvrdil, že mu Anselmo řekl, že si po událostech z 11. září 2001 vezme roční pauzu, ale Anselmova koncertní a nahrávací činnost se Superjoint Ritual i Down to popírala. Bratři Abbottové byli frustrovaní a vydrželi po neurčitou dobu v domnění, že se Anselmo vrátí. Podle Anselma však byla pauza od Pantery "vzájemnou záležitostí" každého z členů kapely. Mezi fans se hovořilo ale že bratrům Abbottovým vadily Anselmovy drogy a Anselmovi vadilo nezřízené pití obou bratří.
Bratři Abbottové oficiálně rozpustili Panteru v listopadu 2003, tedy v roce, kdy vyšlo jejich kompilační best of album, když bratři Abbottové dospěli k závěru, že je Anselmo opustil a už se nevrátí. 
Rozpad kapely nebyl přátelský a následně se mezi bývalými spoluhráči rozpoutala válka prostřednictvím tisku. Vnitřní konflikty Pantery charakterizoval Anselmův komentář v jednom z čísel časopisu Metal Hammer z roku 2004, v němž prohlásil, že Dimebag ho slovně "napadl" a že "si zaslouží pořádně zmlátit". Později Anselmo tato tvrzení popíral. Vinnie Paul, krátce po vraždě svého bratra v roce 2004 prohlásil, že si osobně poslechl zvukové soubory rozhovoru a že Anselmo nebyl špatně citován ani zkreslen, ale řekl přesně ta slova, která se v článku objevila. V torrentu byl přistižen Rex Brown, který později řekl: "Byla to snůška nesmyslů typu on řekl, ona řekla, které se tam děly, a já se do toho nehodlal plést." V červenci 2004 se album Vulgar Display of Power stalo dvojnásobně platinovým a následující měsíc se platinovým stalo i album The Great Southern Trendkill.

### Damageplan a vražda Dimebaga (2003–2006)
V druhé půlce roku 2003 bratři Abbottové začali budovat nový projekt – New Found Power, později přejmenovaný na Damageplan. Bratry zde pak doplnili Bob Kakaha (Bobzilla) a bývalý kytarista skupiny Halford a frontmen Diesel Machine Pat Lachman.
Skupina vydala pouze jedno album (New Found Power) v roce 2004, materiálu však bylo dle Vinnieho Paula nahráno více – světlo světa ale doposud nespatřil.
8. prosince 2004 byl "Dimebag" Darrell Abbott v Columbusu během vystoupení své nové skupiny Damageplan zastřelen přímo na pódiu, kromě Darrella byla zavražděna i část pesronálu. Ztráta Dimebaga byla bolestná nejen pro Panteru, ale pro celý metalový svět. Phil Anselmo umístil na server Youtube video kde se v slzách omlouvá Dimebagovy za způsobené křivdy. Zakk Wylde (blízký přítel bratří, ale zejména Dimebaga) mu věnoval skladbu své skupiny Black Label Society "In This River", která vyšla na albu Mafia roku 2005. Na Dimebaga si také vzpomněl bývalý zpěvák Iron Maiden Blaze Bayley, který o něm nazpíval píseň "Dimebag" na svém albu The King of Metal z roku 2012, Anthrax s písní "In the End" z alba Worship Music (2011) či Vinnieho skupina Hellyeah na své stejnojmenné desce ve skladbě "Thank You". 
Když Anselmo po vraždách telefonoval, Darrellova přítelkyně Rita Haneyová mu řekla, že Anselmovi "ustřelí hlavu", pokud se zúčastní Darrellova pohřbu. Darrell byl pohřben s černožlutě pruhovanou elektrickou kytarou Charvel (někdy označovanou jako "Bumblebee") Eddieho Van Halena, která byla vyobrazena s Van Halenem na vnitřním obalu a zadní straně obalu alba Van Halen II. Dimebag si jednu z těchto kytar vyžádal v roce 2004, krátce před svou smrtí. Eddie Van Halen původně souhlasil s tím, že Darrellovi vyrobí kopii kytary, ale když se dozvěděl o Abbottově smrti, nabídl, že skutečnou kytaru vloží do jeho rakve. Dimebag byl pohřben v Kiss Kasket (rakev inspirovaná kapelou Kiss). Spoluzakladatel skupiny Kiss Gene Simmons řekl: "Byl jich vyroben omezený počet a já jsem tu svou poslal rodině 'Dimebaga' Darrella. V závěti si přál být pohřben v rakvi Kiss, protože se z nějakého zvláštního důvodu naučil své rock'n'rollové kořeny posloucháním nás." Nedlouho po Darrellově vraždě dostal Anselmo od Vinnieho vřelý vzkaz, který (podle Anselma) "zněl v tom smyslu, že se blíží můj (Anselmův) den". Anselmova odpověď zněla, že den každého z nás se blíží a že pokud by jeho den skončil dříve než Vinnieho, nic by to nezměnilo, kromě toho, že by Vinnie musel projít "ztrátou dalšího bratra".
Veřejné komentáře Anselma po střelbě naznačují, že před Darrellovou smrtí uvažoval o znovusjednocení s kapelou. Rok po vraždě však Paul v rozhovoru prohlásil, že k tomuto znovusjednocení nikdy nedojde.
V roce 2005 se také na scénu po hurikánu Katrina vracejí na scénu Alice In Chains. Během jejich malého turné s nimi vystoupí Pat Lachman ale hlavně Anselmo který spolu s Jerrym Cantrellem, Duffem McKaganem  (v té době ex Guns N' Roses, Velvet Revolver) věnuje během show píseň Alice In Chains "Would?" na památku Dimebaga Darrella a rovněž zemřelého frontmena AiC Layna Staleyho. 
11. května 2006 měl na VH1 premiéru díl pořadu Behind the Music o skupině Pantera. Epizoda se zaměřovala především na Darrellovu vraždu a pohřeb, ale také podrobně popisovala glam metalové začátky kapely, vzestup popularity kapely po změně hudebního směru a konflikty mezi Anselmem a bratry Abbottovými v pozdějších letech kapely, které je rozdělily. Na otázku časopisu Crave Music z roku 2006, zda existuje nějaká šance na usmíření s Philem Anselmem, Vinnie Paul odpověděl: "Rozhodně ne. To je vše." V pořadu také vystupuje bývalý zpěvák Terry Glaze. 
Následně také vznikla každoroční akce Dimebash, coby pocta Dimebagovi se pořádá také v ČR.
V letech 2004-2005 hrál Rex na basu ve skupině Crowbar a nahrává s nimi album Lifesblood for the Downtrodden.
31.12. 2005 na novoroční show vystoupili spolu Rex a Vinnie a zahráli skladbu "Cowboys From Hell".

### Projekty, Rebel Meets Rebel a vydání starých nahrávek (2006–2012)
2. května 2006 vychází album Rebel Meets Rebel coby spolupráce Pantery a Coea. Titulní skladba "Rebel Meets Rebel" měla být původně duetem Anselma a Coea, ovšem kvůli sporům ve skupině k tomu nedošlo. Vinnie Paul se spojuje se členy skupiny Mudvayne Gregem Tribbettem a Chadem Greyem doplněnými o basistu Jerryho Montana (které krátce poté nahradí Bobzilla, se kterým Vinnie hrál v Damageplanu) a kytaristu Toma Maxwella a zakládají superskupinu Hellyeah.
V září roku 2007 vyšlo třetí album Down – Down III: Over the Under, opět s Philem i Rexem. 
Roku 2008 Rex hostuje ve skupině bratří Cavalerů Cavalera Conspiracy na debutovém album Inflikted v písni "Ultra-Violent.
V rozhovorech v letech 2009 a 2010 Rita Haneyová i Phil Anselmo uvedli, že po setkání na festivalu Download 2009 urovnali své neshody a opět spolu mluví.
30. března 2010 vydala Pantera kompilační album největších hitů s názvem 1990-2000: A Decade of Domination. Bylo k dostání výhradně v obchodech Walmart a skládá se z deseti remasterovaných skladeb.
17. dubna 2010 společně vystupují v Dallasu Rex a Terry Glaze s Rexovou skupinu Arms of the Sun, Terry a Rex spoluhrají poprvé od roku 1986, tedy poprvé po 24 letech. Zahrají skladby "All Over Tonight" z alba Projects in the Jungle a "Come-On Eyes" z alba I Am The Night.
V říjnu 2010 vychází živé album Down Diary of a Mad Band, poslední album s Rexem který v roce 2011 z Down (ale také z Arms of the Sun) odchází a zakládá novou skupinu Kill Devil Hill mimo jiné i s bývalým bubeníkem Black Sabbath Vinnym Appicem.
Během roku 2010 také vychází výroční Cowboys from Hell obsahující demo verze skladeb z alba a nevydanou skladbu "The Will to Survive", jejíž části byly použity ve skladbě "This Love" z desky Vulgar Display of Power.
V roce 2012 v pořadu That Metal Show Vinnie Paul na otázku ohledně možnosti reunionu Pantery odpověděl, že by to bylo možné, kdyby Dimebag Darrell ještě žil. Přestože je však na svá léta v Panterě hrdý, a naznačil, že reunion neplánuje, a dodal, že "některé kameny je lepší nechat neobrácené." 
11. dubna 2012 vychází singl "Piss" u příležitosti 20. výročí alba Vulgar Display of Power, doplněný klipem s fanoušky.
V roce 2013 vydal Rex Brown autobiografii s názvem Official Truth: 101 Proof, která zachycuje jeho působení v Panterě.

### Snahy o návrat a úmrtí Vinnieho Paula (2012–2018)
Kolem skupiny neustále kolovaly spekulace o možném jednorázovém reunionovém koncertu, přičemž jako náhradník za Darrella byl často navrhován Zakk Wylde, Paul se však této myšlence striktně bránil, navzdory několika Anselmovým pokusům o usmíření s Paulem zůstali oba muži trvale odcizení.
Během roku 2014 se několikrát na pódiu sjednocují Phil a Rex, nejprve po boku skupiny Black Label Society spolu s Philem jako host v písni "I'm Broken" na koncertě v Grand Prairie a o měsíc později vystoupí v písni "A New Level" na Downloadu 2014.
V rozhovoru pro časopis Rolling Stone z července 2015 se Anselmo vyslovil proti používání vlajky Konfederace v souvislosti se skupinou Pantera s tím, že je chybou, že ji používají na svém zboží, albech a dalších propagačních materiálech. Anselmo řekl: "V dnešní době bych s ní nechtěl mít kurva nic společného, protože popravdě... Nechtěl. Podle toho, jak to cítím já a skupina lidí, se kterými jsem musel celý život pracovat, tam vidíte vlajku Konfederace, na které je napsáno 'Dědictví, ne nenávist'. Nejsem si jistý, jestli na to (dnes) lze skočit." Anselmo původně řekl, že Pantera použila obrázek, protože byla velkým fanouškem Lynyrd Skynyrd, ale nikdy nešlo o propagaci nenávisti.
Téhož roku Anselmo a Brown poskytli obsáhlý rozhovor o skupině Pantera pro knihu Survival of the Fittest: Tuto knihu napsal autor Greg Prato: Heavy Metal in the 1990s (Heavy Metal v 90. letech). Brown napsal předmluvu ke knize, zatímco koncertní fotografie Anselma a Darrella z roku 1994 byla použita jako obrázek na obálce knihy.
V roce 2016 vychází album Hellyeah Undeniable. Obsahuje skladbu "I Don't Care Anymore", která je coverem Phila Collinse, kytara na této skladbě patří Dimebagovi.
Dne 22. června 2018 zemřel v Las Vegas bubeník Vinnie Paul v nedožitých čtyřiapadesáti letech. Úmrtí bylo oznámeno na facebookových stránkách Pantery.

### Návrat (2018–současnost)

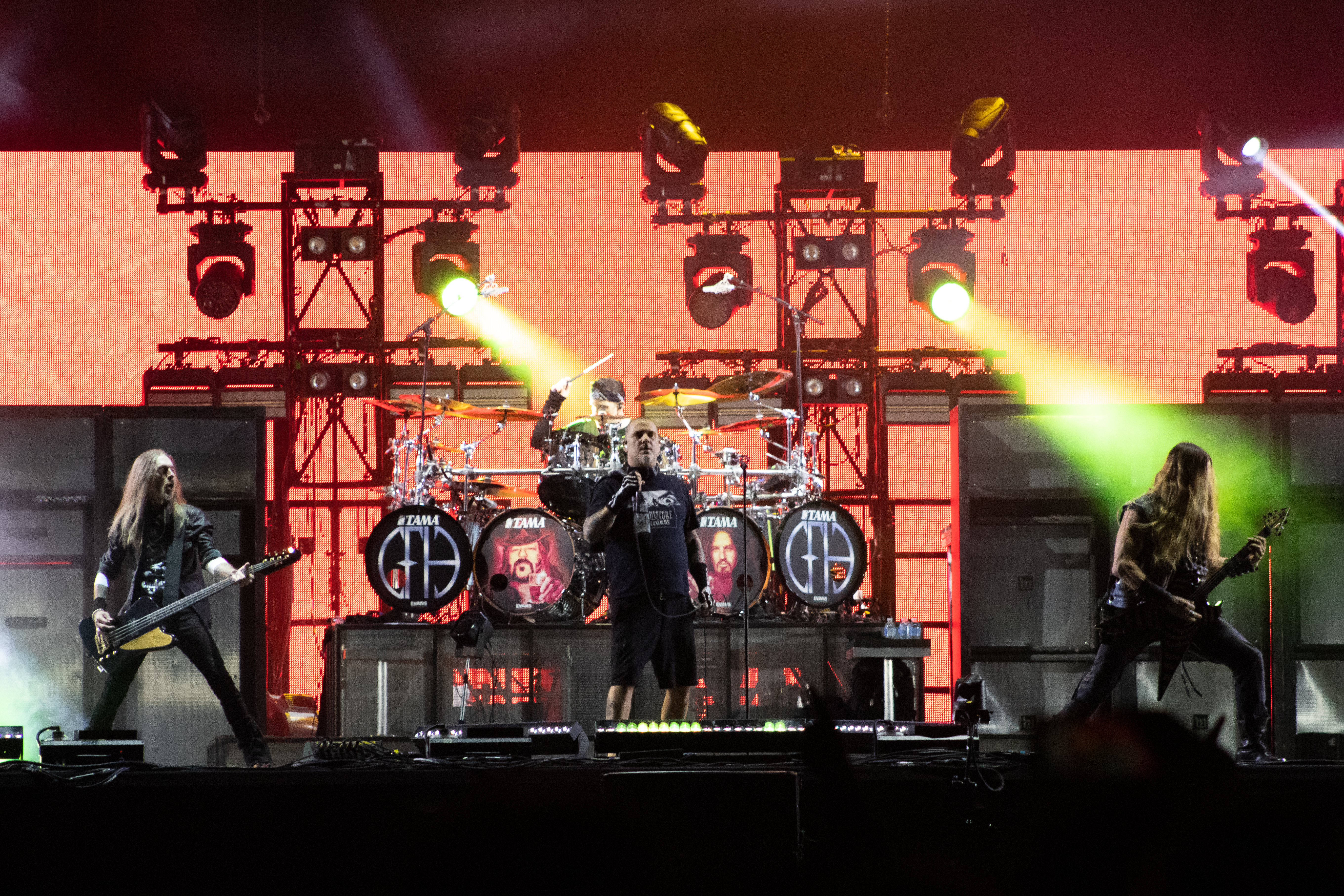
Pantera se Zakkem Wyldem a Charliem Benantem na festivalu v Mexiku 2022.

V roce 2019 Phil se svojí skupinou hrají plnohodnotné sety Pantery a poprvé naživo se fanouškům představuje skladba "We'll Grind That Axe for a Long Time" z alba Reinventing the Steel.
13. července 2022 bylo oficiálně potvrzeno, že přeživší členové skupiny Phil Anselmo a Rex Brown uspořádají v roce 2023 turné na oslavu Pantery. Půjde o první turné Pantery po 22 letech. Dimebaga nahradí na turné kytarista Zakk Wylde (Black Label Society, Zakk Sabbath) a Vinnieho nahradí na turné bubeník Charlie Benante (Anthrax).
25. srpna 2022 byla potvrzena první koncertní data.
22. listopadu 2022 zveřejnili data na evropské turné na rok 2023, které zahrnuje i Česko a to v pražské O2 areně, kde 12. června poprvé vystoupí. V rámci tohoto turné s nimi vystoupili na německých koncertech jako speciální host česká psy-core/metalová skupina Dymytry.
Během turné v roce 2022 se nakazil Rex Brown covidem-19. Za Browna tak zaskočili v Brazílii a Chile Derek Engemann (Cast the Stone, Scour) a Bobby Landgraf (ex Down).
10. října 2024 skupina oznámila evropské turné na rok 2024, která zahrnuje první koncert v ostravské hale 1. února 2025 v Ostravar Aréně.

## Pantera v Česku
- 9. června 1998 – Eden – Praha  (European Tour/Ozzfest)
- 12. června 2023 – O2 arena – Praha (European Tour 2023)
- 1. února 2025 – Ostravar Aréna – Ostrava (European Tour 2025)

## Členové skupiny

### Současní
- Phil Anselmo – zpěv (1986–2003, 2014, 2022-dosud)
- Rex Brown – baskytara, doprovodné vokály (1982–2003, 2005, 2010, 2014, 2022-dosud)

### Hostující
- Zakk Wylde – kytary, doprovodné vokály (2022-dosud)
- Charlie Benante – bicí, perkuse (2022-dosud)

### Bývalí
- Dimebag Darrell – kytary, doprovodné vokály (1981–2003)
- Vinnie Paul – bicí, perkuse (1981–2003, 2005)
- Terry Glaze – kytara (1981–1982), zpěv (1982–1986, 2010)
- Tommy Bradford – baskytara (1981–1982)
- Donnie Hart – zpěv (1981–1982)

### Bývalí hostující
- Bobby Landgraf – baskytara (2022)
- Derek Engemann – baskytara (2022)

## Diskografie

### Studiová alba
- Metal Magic (1983)
- Projects in the Jungle (1984)
- I Am the Night (1985)
- Power Metal (1988)
- Cowboys from Hell (1990)
- Vulgar Display of Power (1992)
- Far Beyond Driven (1994)
- The Great Southern Trendkill (1996)
- Reinventing the Steel (2000)

### Živá alba
- Official Live: 101 Proof (1997)
- Far Beyond Bootleg: Live from Donington '94 (2014)

### EP
- Walk (1993)
- Alive and Hostile E.P. (1994)
- Hostile Moments (1994)
- Rhino Hi-Five: Pantera (2006)

### Spolupráce
- Rebel Meets Rebel (2006) – Pantera + David Allan Coe

### Kompilace
- Driven Downunder Tour '94 (1994)
- The Singles 1991–1996 (1996)
- The Best of Pantera (2003)
- 1990–2000: A Decade of Domination (2010)
- History of Hostility (2015)

### Boxsety
- Driven Down Under Tour '94 Souvenir Collection (1994)